# Coppa Titano 2012-2013
La Coppa Titano 2012-2013 è iniziata il 1º settembre 2012 ed è terminata il 29 aprile 2013. La Fiorita, squadra detentrice del trofeo, ha bissato il successo dell'anno precedente, imponendosi sul San Giovanni per 1-0 nella finalissima.

## Formula
Le quindici squadre del campionato sammarinese sono state divise in tre gironi. Le prime due squadre di ogni gruppo più le due migliori terze si sono qualificate alla fase finale a eliminazione diretta.

## Prima fase

### Gruppo A
| Pos. | Squadra      | Pt | G | V | N | P | GF | GS | DR  |
| ---- | ------------ | -- | - | - | - | - | -- | -- | --- |
| 1.   | San Giovanni | 17 | 8 | 5 | 2 | 1 | 12 | 7  | +5  |
| 2.   | Tre Fiori    | 14 | 8 | 4 | 2 | 2 | 11 | 8  | +3  |
| 3.   | Cosmos       | 13 | 8 | 4 | 1 | 3 | 17 | 11 | +6  |
| 4.   | Folgore      | 9  | 8 | 2 | 3 | 3 | 5  | 8  | -3  |
| 5.   | Cailungo     | 2  | 8 | 0 | 2 | 6 | 4  | 15 | -11 |

|              | CAI   | COS   | FOL   | SGI   | TFI   |
| ------------ | ----- | ----- | ----- | ----- | ----- |
| Cailungo !   |       | 1 − 2 | 0 − 1 | 1 − 2 | 0 − 2 |
| Cosmos       | 5 − 0 |       | 4 − 1 | 1 − 2 | 1 − 1 |
| Folgore      | 1 − 1 | 0 − 1 |       | 0 − 0 | 1 − 0 |
| San Giovanni | 1 − 0 | 3 − 1 | 1 − 1 |       | 1 − 0 |
| Tre Fiori    | 1 − 1 | 3 − 2 | 1 − 0 | 3 − 2 |       |

### Gruppo B
| Pos. | Squadra    | Pt | G | V | N | P | GF | GS | DR |
| ---- | ---------- | -- | - | - | - | - | -- | -- | -- |
| 1.   | Murata     | 19 | 8 | 6 | 1 | 1 | 17 | 8  | +9 |
| 2.   | Pennarossa | 13 | 8 | 4 | 1 | 3 | 12 | 14 | -2 |
| 3.   | Libertas   | 11 | 8 | 3 | 2 | 3 | 8  | 7  | +1 |
| 4.   | Domagnano  | 7  | 8 | 1 | 4 | 3 | 7  | 8  | -1 |
| 5.   | Faetano    | 6  | 8 | 2 | 0 | 6 | 8  | 15 | -7 |

|             | DOM   | FAE   | LIB   | MUR   | PEN   |
| ----------- | ----- | ----- | ----- | ----- | ----- |
| Domagnano ! |       | 1 − 2 | 0 − 0 | 0 − 0 | 3 − 0 |
| Faetano     | 1 − 0 |       | 0 − 2 | 2 − 4 | 0 − 2 |
| Libertas    | 0 − 0 | 2 − 1 |       | 0 − 1 | 2 − 0 |
| Murata      | 3 − 1 | 2 − 1 | 2 − 1 |       | 4 − 1 |
| Pennarossa  | 2 − 2 | 2 − 1 | 3 − 1 | 2 − 1 |       |

### Gruppo C
| Pos. | Squadra        | Pt | G | V | N | P | GF | GS | DR  |
| ---- | -------------- | -- | - | - | - | - | -- | -- | --- |
| 1.   | Tre Penne      | 18 | 8 | 6 | 0 | 2 | 19 | 7  | +12 |
| 2.   | La Fiorita     | 18 | 8 | 6 | 0 | 2 | 20 | 9  | +11 |
| 3.   | Juvenes/Dogana | 11 | 8 | 3 | 2 | 3 | 13 | 15 | -2  |
| 4.   | Fiorentino     | 10 | 8 | 3 | 1 | 4 | 11 | 14 | -3  |
| 5.   | Virtus         | 1  | 8 | 0 | 1 | 7 | 7  | 25 | -18 |

|                | FIO   | J/D   | LFI   | TPE   | VIR   |
| -------------- | ----- | ----- | ----- | ----- | ----- |
| Fiorentino !   |       | 1 − 2 | 0 − 3 | 2 − 3 | 2 − 1 |
| Juvenes/Dogana | 2 − 2 |       | 1 − 5 | 0 − 1 | 2 − 2 |
| La Fiorita     | 1 − 0 | 3 − 1 |       | 0 − 2 | 3 − 0 |
| Tre Penne      | 1 − 2 | 0 − 1 | 4 − 1 |       | 5 − 1 |
| Virtus         | 1 − 2 | 1 − 4 | 1 − 4 | 0 − 3 |       |

## Quarti di finale
| Squadra 1      | Risultato | Squadra 2  |
| -------------- | --------- | ---------- |
| 20 aprile 2013 |           |            |
| Murata         | 2 – 3     | Cosmos     |
| San Giovanni   | 1 – 0     | Pennarossa |
| Tre Penne      | 0 – 1     | Libertas   |
| La Fiorita     | 2 – 1     | Tre Fiori  |

## Semifinali
| Squadra 1      | Risultato         | Squadra 2    |
| -------------- | ----------------- | ------------ |
| 25 aprile 2013 |                   |              |
| Cosmos         | 0 – 4             | San Giovanni |
| Libertas       | 1 – 1 (3 – 5 dtr) | La Fiorita   |

## Finale
| Serravalle 29 aprile 2013, ore 21:15 UTC+2  | San Giovanni | 0 – 1     | La Fiorita | Stadio Olimpico |
| \| \| \| \| \| \| Marcatori \| 47’ Aruta \| |              |           |            |                 |
|                                             |              |           |            |                 |
|                                             | Marcatori    | 47’ Aruta |            |                 |